# Wyżyna Katowicka
Wyżyna Katowicka (341.13) – region geograficzny o krajobrazie pagórzystym położony w południowej Polsce, w okolicy Katowic. Stanowi centralną część Wyżyny Śląskiej o średniej wysokości 250–300 m n.p.m. Najwyższymi wzniesieniami w regionie są Góra Św. Doroty w Będzinie (382 m), Wzgórze Wandy w Katowicach (357 m) oraz Góra Św. Wawrzyńca w Orzeszu (355 m). Na obszarze Wyżyny Katowickiej znajdują się ponadto takie miasta, jak Bytom, Chorzów, Dąbrowa Górnicza, Gliwice, Knurów, Mikołów, Ruda Śląska, Siemianowice Śląskie, Sosnowiec, Świętochłowice, Zabrze. 
Wyżynę wyróżniono jako mezoregion z indeksem 341.13 w regionalizacji fizycznogeograficznej Polski. Cechą charakterystyczną regionu jest wysoki udział terenów antropogenicznych, w tym zabudowanych, w strukturze powierzchni. Intensywna działalność przemysłu, przede wszystkim górniczego i hutniczego, spowodowała znaczne przekształcenia środowiska naturalnego.

## Środowisko przyrodnicze
Region zajmuje obszar 1215 km², długi na ok. 52 km i szeroki na 20–32 km. Od północy graniczy z Garbem Tarnogórskim, od wschodu z Pagórami Jaworznickimi, od południa z Równiną Pszczyńską i Płaskowyżem Rybnickim, a od zachodu z Obniżeniem Bojszowa. Zachodnia część Wyżyny Katowickiej jest odwadniana przez Bierawkę i Kłodnicę w zlewni Odry, cieki wschodniej części spływają przez Brynicę i Czarną Przemszę do Wisły.
Ukształtowanie terenu i struktura podłoża są zróżnicowane. Występują tutaj zarówno wypietrzenia zrębowe w postaci płaskowyżów czy wzgórz, jak i obniżenia zapadliskowe w formie kotlin. Budulcem skalnym są łupki i piaskowce wieku karbońskiego z pokładami węgla kamiennego, a także wapienie i dolomity wieku triasowego, w warstwie wierzchniej miejscowo zalegają też osady polodowcowe z okresu zlodowaceń czwartorzędowych.
Jerzy Kondracki, opierając się na geomorfologicznej syntezie Wyżyny Śląskiej autorstwa Sylwii Gilewskiej, wydzielił w obrębie Wyżyny Katowickiej cztery mikroregiony: Płaskowyż Bytomsko-Katowicki, Zrąb Mikołowski, Kotlinę Mysłowicką i Wysoczyznę Dąbrowską.

## Antropopresja
Region jest silnie zurbanizowany i uprzemysłowiony, stanowiąc trzon Górnośląsko-Zagłębiowskiej Metropolii oraz Górnośląskiego Okręgu Przemysłowego. Obszary antropogeniczne zajmują 45% powierzchni Wyżyny Katowickiej, udział użytków rolnych wynosi 32%, a grunty leśne pokrywają 23% całości. Koncentracja przemysłu i zaludnienia spowodowała rozległe przeobrażenia środowiska przyrodniczego, w tym deformacje terenu, zanieszczenie powietrza, wód i gleb oraz uszkodzenia szaty roślinnej.
W wyniku intensywnej działalności kopalń nastąpiło osiadanie gruntu miejscami o kilkanaście, a nawet o 40 m. Odwadnianie kopalń przyczyniło się do powstania tzw. leja depresyjnego i niedoboru wody. By temu przeciwdziałać zbudowano Zbiornik Goczałkowicki (położony poza Wyżyną Śląską – w Kotlinie Oświęcimskiej), skąd woda rurociągiem jest transportowana do miast Wyżyny Katowickiej. Przypuszcza się, że ok. 66% tutejszych lasów uległo różnym uszkodzeniom, a 49% gleb znalazło się w strefie skażenia środowiska. Według szacunków z 1995 r. Górnośląski Okręg Przemysłowy odpowiadał wtedy za 30%–40% krajowej emisji gazów i pyłów.